# Élections européennes de 2009 au Luxembourg
Les élections européennes se sont déroulées le dimanche 7 juin 2009 au Luxembourg pour désigner les six députés européens au Parlement européen, pour la législature 2009-2014. Elles ont eu lieu en même temps que les élections législatives à la Chambre des députés.

## Modalités
Le scrutin était un scrutin de liste proportionnel à la plus forte moyenne, avec la possibilité d'un vote nominatif : l'électeur vote soit pour une liste, soit pour six candidats parmi les listes qu'il désire. Le vote est obligatoire, le vote par correspondance est possible. Les bureaux de vote ont été ouverts de huit heures à quatorze heures.

## Résultats
Les élections européennes de 2009 au Luxembourg n'ont pas conduit à une modification de la répartition des six sièges luxembourgeois au Parlement européen, et ce malgré les changements en termes de pourcentages que laissent apparaître les résultats ci-dessous.
| Nom du parti                                         | Affiliation européenne | Suffrages reçus | %       | +/-    | Sièges |
| ---------------------------------------------------- | ---------------------- | --------------- | ------- | ------ | ------ |
| Parti populaire chrétien-social (CSV)                | PPE                    | 351 223         | 31,3 %  | -5,8   | 3      |
| Parti ouvrier socialiste (LSAP)                      | PSE                    | 218 532         | 19,5 %  | -2,5   | 1      |
| Parti démocratique (DP)                              | ELDR                   | 209 123         | 18,7 %  | +3,7   | 1      |
| Les Verts                                            | Verts                  | 188 637         | 16,82 % | +1,8   | 1      |
| Parti réformiste de l'alternative démocratique (ADR) | AEN                    | 82 719          | 7,4 %   | -0,6 % | 0      |
| La Gauche                                            | PGE                    | 38 289          | 3,4 %   | +1,7   | 0      |
| Parti communiste (KPL)                               |                        | 17 299          | 1,5 %   | +0,3   | 0      |
| Liste des citoyens                                   |                        | 15 483          | 1,4 %   | -      | 0      |

## Députés élus
- Charles Goerens (DP) : 112 113 voix
- Viviane Reding (CSV) : 105 656 voix
- Claude Turmes (Verts) : 77 306 voix
- Robert Goebbels (LSAP) : 74 776 voix
- Astrid Lulling (CSV) : 63 457 voix
- Frank Engel (CSV) : 47 620 voix